# Одеський військово-історичний музей
Музей воєнної історії півдня України — військово-історичний музей в Одесі.
Раніше — музей історії Червонопрапорного Одеського військового округу, відкрито 6 листопада 1967.
На початку 1980-х перебував на перебудові та знову відкрився для відвідувачів 8 травня 1985. Містить зібрання документів та експонатів, що розповідають про історію військового мистецтва з середини XIX століття і до наших днів.
З 2019 повернутий у підпорядкування Міністерства оборони України.